# Hugh Dycke Acland
Hugh Dycke Acland (1778 – 1836) è stato un pittore e incisore britannico.

## Biografia
Attivo nella prima metà del XIX secolo, fu pittore e incisore di paesaggi. Negli anni venti viaggiò in Svizzera, dove realizzò illustrazioni del Canton Vaud, pubblicate a Londra nel 1827.